# Windows 2000
Windows 2000 (также называемая Win2k, W2k, Windows NT 5.0 или Windows 2000 Server) — многозадачная операционная система семейства Windows NT, разработанная корпорацией Microsoft. Была ориентирована на бизнес-сегмент. Она является прямым преемником Windows NT 4.0 и была запущена в производство 15 декабря 1999 года, официально выпущена 17 февраля 2000 года для всех версий и 26 сентября 2000 года для Windows 2000 Datacenter Server. Это была основная операционная система Microsoft, ориентированная на бизнес, до появления Windows XP Professional в 2001 году.
Windows 2000 представляет NTFS 3.0, шифрованную файловую систему, а также базовое и динамическое дисковое хранилище. Поддержка людей с ограниченными возможностями улучшена по сравнению с Windows NT 4.0 с помощью ряда новых вспомогательных технологий, также Microsoft увеличила поддержку различных языков и информации о локальных версии. Семейство Windows 2000 Server имеет дополнительные функции, наиболее примечательной из которых является введение Active Directory, которая в последующие годы стала широко используемой службой каталогов в бизнес-средах.
Было выпущено четыре редакции Windows 2000 - Professional, Server, Advanced Server и Datacenter Server; последняя была запущена в производство и выпущена на несколько месяцев позже других редакций. Хотя каждая редакция Windows 2000 ориентирована на разные рынки, они имеют общий базовый набор функций, включая множество системных утилит, таких как Microsoft Management Console и стандартные приложения для системного администрирования.
Microsoft позиционировала Windows 2000 как самую безопасную версию Windows на тот момент; однако она стала целью ряда громких вирусных атак, таких как Code Red и Nimda. В течение десяти лет после выпуска она продолжала получать исправления уязвимостей безопасности почти каждый месяц, пока не достигла конца поддержки 13 июля 2010 года, в тот же день, когда закончилась поддержка Windows XP SP2. На смену Windows 2000 и Windows 2000 Server пришли Windows XP и Windows Server 2003, выпущенные в 2001 и 2003 годах, соответственно. Его преемники поддерживают только процессоры x86, x64 и Itanium. И оригинальный Xbox, и Xbox 360 используют модифицированную версию Windows 2000 в качестве системного программного обеспечения.
Windows 2000 была положительно воспринята как пользователями, так и критиками. Она предлагала улучшенную стабильность, безопасность и производительность по сравнению с предыдущими версиями Windows, особенно Windows 98 и Windows NT 4.0. Windows 2000 пользовалась популярностью среди бизнес-пользователей и в корпоративной среде, где ценились её стабильность и возможность работы в сетях. Однако среди домашних пользователей она не была столь популярна, как Windows 98, поскольку они искали более простые и лёгкие в использовании операционные системы.

## История разработки
Разработка Windows 2000 началась сразу после выхода Windows NT 4.0 в июле-августе 1996 года.
Первая публичная бета-версия системы была выпущена 23 сентября 1997 года на Professional Developers Conference. Изначально система носила название Windows NT 5.0, поскольку была следующей крупной версией Windows NT после Windows NT 4.0, однако 27 октября 1998 года она получила собственное название Windows 2000. Изготовление установочных носителей с Windows 2000 было начато 15 декабря 1999 года. Финальная версия системы была выпущена для широкой общественности 17 февраля 2000 года.
Windows 2000 выпускалась в четырёх изданиях:
- Professional (издание для рабочих станций и опытных пользователей)
- Server
- Advanced Server и
- Datacenter Server (для применения на серверах).

Также были выпущены издания Windows 2000 Advanced Server Limited Edition и Windows 2000 Datacenter Server Limited Edition, предназначенные для работы на 64-разрядных процессорах Intel Itanium.
Впоследствии Windows 2000 была заменена операционными системами Windows XP (на стороне клиента) и Windows Server 2003 (на стороне сервера).
По состоянию на 2005 год Windows 2000 сохраняла свою популярность, особенно в крупных компаниях, где обновление операционных систем на большом числе компьютеров связано с серьёзными техническими и финансовыми трудностями. Согласно исследованию компании Assetmetrix, её доля среди операционных систем Windows для рабочих станций в компаниях с более чем 250 компьютерами составляла более 50 %; в то же время в компаниях с менее чем 250 компьютерами Windows XP более популярна.
30 июня 2005 года корпорация Microsoft прекратила основную поддержку операционной системы Windows 2000, а 13 июля 2010 года — расширенную.
По данным веб-аналитики от Net Applications, по состоянию на июль 2016 года Windows 2000 была практически полностью вытеснена другими операционным системами.

## Новшества по сравнению с Windows NT 4.0
Некоторыми из наиболее существенных улучшений в Windows 2000 по сравнению с Windows NT 4.0 являются:
- Поддержка службы каталогов Active Directory. Серверная часть Active Directory поставляется с изданиями Server, Advanced Server и Datacenter Server, в то время как полную поддержку службы на стороне клиента осуществляет издание Professional.
- Службы IIS версии 5.0. По сравнению с IIS 4.0 эта версия включает, помимо прочего, версию 3.0 системы веб-программирования ASP.
- Файловая система NTFS версии 3.0 (иногда ошибочно называемая NTFS 5.0 по внутренней версии Windows 2000 — NT 5.0). В этой версии NTFS впервые появилась поддержка квот, то есть ограничений на максимальный объём хранимых файлов для каждого пользователя. Также была добавлена поддержка файловой системы FAT32, отсутствовавшая в Windows NT 4.0.
- Обновлённый пользовательский интерфейс, включающий Active Desktop на основе Internet Explorer версии 5 и подобный, таким образом, интерфейсу Windows 98. Цветовая схема оформления была переработана.
- Языковая интеграция: предыдущие версии Windows выпускались в трёх вариантах — для европейских языков (однобайтные символы, письмо только слева направо), для дальневосточных языков (многобайтные символы) и для ближневосточных языков (письмо справа налево с контекстными вариантами букв). Windows 2000 объединяет эти возможности; все её локализованные версии сделаны на единой основе.
- Шифрованная файловая система EFS, с помощью которой можно зашифровать файлы и папки.

## Утечка исходных текстов
12 февраля 2004 года стало известно об утечке части исходных текстов Windows 2000 в пиринговые сети. Они распространялись в виде rar-архива размером 201 МБ; полный размер содержимого архива составлял 658 МБ, что дало основания полагать, что исходные тексты были вынесены на CD-ROM из некоего учреждения, имевшего к ним доступ (к ним относились сама корпорация Microsoft, государственные учреждения, заключившие с ней контракт Government Security Program, а также множество мелких фирм, получивших подряды на работу над отдельными частями Windows).
Как стало известно позднее, эти исходные тексты соответствовали версии Windows 2000 SP1. Они были переданы израильской компании Mainsoft, которая занималась созданием веб-браузера Internet Explorer для UNIX. Адреса электронной почты сотрудников Mainsoft были обнаружены в одном из крэш-дампов, содержавшихся в архиве с исходными текстами.
Через несколько дней после утечки Microsoft выпустила обращение, в котором подтверждала соответствие содержимого zip-архива исходным текстам Windows 2000 и обещала применить юридические санкции ко всем, кто будет уличён в распространении этого архива. Несмотря на угрозу, эти исходные тексты быстро разошлись по хакерским сообществам по всему миру. В частности, вскоре после утечки была обнаружена уязвимость в коде обработки BMP-файлов в IE; специалист по компьютерной безопасности, обнаруживший эту уязвимость, подтвердил, что он нашёл её, изучая утёкшие исходные тексты.

## Редакции
Microsoft выпустила различные версии Windows 2000 для разных рынков и бизнес-задач: Professional, Server, Advanced Server и Datacenter Server. Каждая из них поставлялась отдельно.

### Professional
Windows 2000 Professional являлась настольной операционной системой для бизнеса и конечных пользователей. Предлагалась высокая безопасность и стабильность в отличие от прошлых версий Windows. ОС поддерживала работу двух процессоров и оперативной памяти до 4 ГБ.

### Server
Windows 2000 Server имела похожий с Windows 2000 Professional интерфейс, однако содержала дополнительные компоненты для серверной части инфраструктуры. Важным новым компонентом стала функция Active Directory, которая была основана на технологии LDAP. В дополнение Microsoft интегрировала аутентификацию через Kerberos, заменив критикуемый метод NTLM. Кроме того в Windows 2000 можно было использовать доменное имя, что позволяло использовать динамический IP.

### Advanced Server
Windows 2000 Advanced Server — это вариант версии ОС Windows 2000 Server, но спроектированный для среднего и большого бизнеса. Здесь уже предлагалось использование кластерной инфраструктуры для повышенной гибкости и надёжности системы, включалась поддержка уже восьми процессоров, оперативной памяти до 8 ГБ на системах с PAE и поддержка восьмиполосной симметричной мультипроцессорности. Кроме всего прочего, была поддержка балансировки загрузки TCP/IP и расширенные двусерверные кластеры на Microsoft Cluster Server с Windows NT Server 4.0 Enterprise Edition.

### Datacenter Server
Windows 2000 Datacenter Server — вариант Windows 2000 Server для большого бизнеса, позволяющая иметь большие объёмы информации на одном центральном сервере. Так же, как и Advanced Server, данная версия поддерживала кластеризацию, отказоустойчивость и балансировку загрузки. Здесь уже осуществлялась поддержка 32 процессоров и 32 ГБ оперативной памяти со строгой системой тестирования, аппаратного разбиения на разделы, координированное техническое обслуживание и контроль изменений. Версия Windows 2000 Datacenter Server была представлена 11 августа 2000 года и выпущена в продажу 26 сентября 2000. Версия базировалась на Windows 2000 с пакетом обновления 1 и не была доступна для розничной продажи.

## Пакеты обновления
Для Windows 2000 было выпущено четыре пакета обновлений и один Rollup Update, выпущенный после SP4. Даты их выпуска: SP1 — 31 июля 2000, SP2 — 16 мая 2001, SP3 — 1 августа 2002 и SP4 — 26 июня 2003. В третьем пакете обновлений Microsoft удалила из операционной системы собственную реализацию Java Virtual Machine (см. Java: Конкуренция между Sun и Microsoft), а в панели управления появилась возможность удаления системных компонентов.
Microsoft изначально собиралась выпустить пять пакетов обновлений (Service Pack) для Windows 2000, но отменила разработку пятого пакета на ранней стадии разработки и выпустила вместо него Update Rollup 1 для четвёртого пакета обновлений — коллекцию патчей, закрывающих дыры в безопасности операционной системы и устраняющих прочие значимые проблемы.
Update Rollup 1 вышел 28 июня 2005 года. 13 сентября 2005 года вышла вторая версия Update Rollup.

## Системные требования
|                    | Минимальные | Рекомендуемые |
| ------------------ | ----------- | --- |
| Частота процессора | 133 МГц     | 300 МГц или больше (Windows 2000 может работать на системах, содержащих не более двух физических процессоров.)                                           |
| ОЗУ                | 32 МБ       | 64 МБ или больше (4 ГБ допустимый максимум на практике — 3,25 ГБ, так как Windows 2000 не поддерживет PAE)                                               |
| Жёсткий диск       | 2 ГБ        | 5 ГБ или больше (Windows 2000 не поддерживает жёсткие диски размером в 137 ГБ и более, решается проблема интеграцией неофициального патча в дистрибутив) |
| Дисковод           | CD-ROM      | CD-ROM или DVD-ROM |